# Карате на літніх Олімпійських іграх 2020 — кваліфікація
У цій статті описано деталі кваліфікації на змагання з карате на літніх Олімпійських іграх 2020. 
У кожній категорії візьмуть участь 10 спортсменів.
Ліцензії у кожній категорії розподілено за такими положеннями:
- 1 ліцензію одержала країна-господарка Японія.
- 4 ліцензії одержали спортсмени згідно з олімпійським кваліфікаційним рейтингом, який опублікувала Міжнародна федерація карате (WKF) станом на 24 травня 2021 року.
- 3 ліцензії розіграно на світовому олімпійському кваліфікаційному турнірі
- 2 ліцензії зарезервовано під континентальне представництво та на запрошення Тристоронньої комісії

## Розклад
| Дисципліна                                   | Дата                      | Місце  |
| -------------------------------------------- | ------------------------- | ------ |
| Європейські ігри 2019                        | 21–30 червня 2019         | Мінськ |
| Панамериканські ігри 2019                    | 26 липня – 11 серпня 2019 | Ліма   |
| Олімпійський рейтинг                         | 25 травня 2021            | —      |
| Світовий олімпійський кваліфікаційний турнір | 11–13 червня 2021         | Париж  |

## Підсумки кваліфікації
| НОК                              | Чоловіки | Чоловіки | Чоловіки    | Чоловіки | Жінки    | Жінки    | Жінки       | Жінки | Загалом |
| НОК                              | до 67 кг | до 75 кг | понад 75 кг | Ката     | до 55 кг | до 61 кг | понад 61 кг | Ката  | Загалом |
| -------------------------------- | -------- | -------- | ----------- | -------- | -------- | -------- | ----------- | ----- | ------- |
| Алжир (ALG)                      |          |          |             |          |          |          | Так         |       | 1       |
| Австралія (AUS)                  |          | Так      |             |          |          |          |             |       | 1       |
| Австрія (AUT)                    |          |          |             |          | Так      |          |             |       | 1       |
| Азербайджан (AZE)                | Так      | Так      |             |          |          |          | Так         |       | 3       |
| Болгарія (BUL)                   |          |          |             |          | Так      |          |             |       | 1       |
| Канада (CAN)                     |          |          | Так         |          |          |          |             |       | 1       |
| Китай (CHN)                      |          |          |             |          |          | Так      | Так         |       | 2       |
| Китайський Тайбей (TPE)          |          |          |             | Так      | Так      |          |             |       | 2       |
| Хорватія (CRO)                   |          |          | Так         |          |          |          |             |       | 1       |
| Єгипет (EGY)                     | Так      | Так      |             |          | Так      | Так      | Так         |       | 5       |
| Франція (FRA)                    | Так      |          |             |          |          | Так      |             | Так   | 3       |
| Грузія (GEO)                     |          |          | Так         |          |          |          |             |       | 1       |
| Німеччина (GER)                  |          | Так      | Так         | Так      |          |          |             | Так   | 4       |
| Гонконг (HKG)                    |          |          |             |          |          |          |             | Так   | 1       |
| Угорщина (HUN)                   |          | Так      |             |          |          |          |             |       | 1       |
| Іран (IRI)                       |          |          | Так         |          | Так      |          | Так         |       | 3       |
| Італія (ITA)                     | Так      | Так      |             | Так      |          |          | Так         | Так   | 5       |
| Японія (JPN)                     | Так      | Так      | Так         | Так      | Так      | Так      | Так         | Так   | 8       |
| Йорданія (JOR)                   | Так      |          |             |          |          |          |             |       | 1       |
| Казахстан (KAZ)                  | Так      | Так      | Так         |          | Так      |          | Так         |       | 5       |
| Кувейт (KUW)                     |          |          |             | Так      |          |          |             |       | 1       |
| Латвія (LAT)                     | Так      |          |             |          |          |          |             |       | 1       |
| Марокко (MAR)                    |          |          |             |          |          | Так      |             |       | 1       |
| Нова Зеландія (NZL)              |          |          |             |          |          |          |             | Так   | 1       |
| Північна Македонія (MKD)         |          |          |             |          |          |          |             | Так   | 1       |
| Перу (PER)                       |          |          |             |          |          | Так      |             |       | 1       |
| Збірна біженців (EOR)            | Так      |          |             | Так      |          |          |             |       | 2       |
| Олімпійський комітет Росії (ROC) |          |          |             |          | Так      |          |             |       | 1       |
| Саудівська Аравія (KSA)          |          |          | Так         |          |          |          |             |       | 1       |
| Сербія (SRB)                     |          |          |             |          |          | Так      |             |       | 1       |
| Південна Корея (KOR)             |          |          |             | Так      |          |          |             |       | 1       |
| Іспанія (ESP)                    |          |          |             | Так      |          |          |             | Так   | 2       |
| Швейцарія (SUI)                  |          |          |             |          |          |          | Так         |       | 1       |
| Туреччина (TUR)                  | Так      |          | Так         | Так      | Так      | Так      | Так         | Так   | 7       |
| Україна (UKR)                    |          | Так      |             |          | Так      | Так      |             |       | 3       |
| США (USA)                        |          | Так      | Так         | Так      |          |          |             | Так   | 4       |
| Венесуела (VEN)                  | Так      |          |             | Так      |          | Так      |             |       | 3       |
| Загалом: 37 НОК                  | 11       | 10       | 10          | 11       | 10       | 10       | 10          | 10    | 82      |

## Чоловічі змагання

### До 67 кг
| Змагання                                                   | Квоти | Спортсмени, що кваліфікувались                                            |
| ---------------------------------------------------------- | ----- | ------------------------------------------------------------------------- |
| Країна-господарка                                          | 1     | Наото Саґо (JPN)                                                          |
| Олімпійський рейтинг (60 кг) (станом на травень 2021 року) | 2     | Дархан Ассаділов (KAZ) Анджело Крешенцо (ITA)                             |
| Олімпійський рейтинг (67 кг) (станом на травень 2021 року) | 2     | Стівен Да Коста (FRA) Алі Ель-Саві (EGY)                                  |
| Світовий кваліфікаційний турнір                            | 3     | Ерай Шамдан (TUR) Абдельрахман Аль-Масатфа (JOR) Фірдовсі Фарзалієв (AZE) |
| Континентальне представництво                              | 2     | Калвіс Калніньш (LAT) Андрес Мадера (VEN)                                 |
| Запрошення тристоронньої комісії                           | 0     | —                                                                         |
| Запрошення МОК                                             | 1     | Гамун Дерафшіпур (EOR)                                                    |
| Загалом                                                    | 11    |                                                                           |

### До 75 кг
| Змагання                                           | Квоти | Спортсмени, що кваліфікувались                                                           |
| -------------------------------------------------- | ----- | ---------------------------------------------------------------------------------------- |
| Країна-господарка                                  | 1     | Кен Нісімура (JPN)                                                                       |
| Олімпійський рейтинг (станом на травень 2021 року) | 4     | Луїджі Буза (ITA) Рафаель Агаєв (AZE) Горуна Станіслав Миколайович (UKR) Том Скотт (USA) |
| Світовий кваліфікаційний турнір                    | 3     | Нурканат Ажиканов (KAZ) Ноа Біч (GER) Габор Харшпатакі (HUN)                             |
| Континентальне представництво                      | 2     | Цунеарі Яхіро (AUS) Абдалла Абделазіз (EGY)                                              |
| Запрошення тристоронньої комісії                   | 0     | —                                                                                        |
| Загалом                                            | 10    |                                                                                          |

### Понад 75 кг
| Змагання                                                         | Квоти | Спортсмени, що кваліфікувались                                 |
| ---------------------------------------------------------------- | ----- | -------------------------------------------------------------- |
| Країна-господарка                                                | 1     | Рютаро Араґа (JPN)                                             |
| Олімпійський рейтинг (84 кг) (станом на травень 2021 року)       | 2     | Угур Акташ (TUR) Іван Квесич (CRO)                             |
| Олімпійський рейтинг (понад 84 кг) (станом на травень 2021 року) | 2     | Саджад Ґанджзаде (IRI) Джонатан Горн (GER)                     |
| Світовий кваліфікаційний турнір                                  | 3     | Тарег Хамеді (KSA) Гогіта Арканія (GEO) Деніел Ґайсінскі (CAN) |
| Континентальне представництво                                    | 2     | Браян Ірр (USA) Даніяр Юлдашев (KAZ)                           |
| Запрошення тристоронньої комісії                                 | 0     | —                                                              |
| Загалом                                                          | 10    |                                                                |

### Ката
| Змагання                                           | Квоти | Спортсмени, що кваліфікувались                                                 |
| -------------------------------------------------- | ----- | ------------------------------------------------------------------------------ |
| Країна-господарка                                  | 1     | Рьо Кіюна (JPN)                                                                |
| Олімпійський рейтинг (станом на травень 2021 року) | 4     | Даміан Кінтеро (ESP) Алі Софуоглу (TUR) Антоніо Діас (VEN) Маттія Бусато (ITA) |
| Світовий кваліфікаційний турнір                    | 3     | Еріел Торрес (USA) Wang Yi-ta (TPE) Park Hee-jun (KOR)                         |
| Континентальне представництво                      | 0     | —                                                                              |
| Запрошення тристоронньої комісії                   | 1     | Мохаммад Аль-Мосаві (KUW)                                                      |
| Перерозподіл невикористаних квот                   | 1     | Ілля Сморґунер (GER)                                                           |
| Запрошення МОК                                     | 1     | Wael Shueb (EOR)                                                               |
| Загалом                                            | 11    |                                                                                |

## Жіночі змагання

### До 55 кг
| Змагання                                                   | Квоти | Спортсмени, що кваліфікувались                                     |
| ---------------------------------------------------------- | ----- | ------------------------------------------------------------------ |
| Країна-господарка                                          | 1     | Міхо Міяхара (JPN)                                                 |
| Олімпійський рейтинг (50 кг) (станом на травень 2021 року) | 2     | Серап Озчелік (TUR) Сара Бахманіяр (IRI)                           |
| Олімпійський рейтинг (55 кг) (станом на травень 2021 року) | 2     | Терлюга Анжеліка Володимирівна (UKR) Wen Tzu-yun (TPE)             |
| Світовий кваліфікаційний турнір                            | 3     | Івет Горанова (BUL) Молдір Жангбирбай (KAZ) Anna Chernysheva (ROC) |
| Континентальне представництво                              | 2     | Радва Саєд (EGY) Беттіна Планк (AUT)                               |
| Запрошення тристоронньої комісії                           | 0     | —                                                                  |
| Загалом                                                    | 10    |                                                                    |

### До 61 кг
| Змагання                                           | Квоти | Спортсмени, що кваліфікувались                                              |
| -------------------------------------------------- | ----- | --------------------------------------------------------------------------- |
| Країна-господарка                                  | 1     | Маюмі Сомея (JPN)                                                           |
| Олімпійський рейтинг (станом на травень 2021 року) | 4     | Їнь Сяоянь (CHN) Джіана Фарук (EGY) Йована Прекович (SRB) Мерве Чобан (TUR) |
| Світовий кваліфікаційний турнір                    | 3     | Бтіссам Садіні (MAR) Серьогіна Аніта Артурівна (UKR) Клаудімар Гарсес (VEN) |
| Континентальне представництво                      | 1     | Александра Гранде (PER)                                                     |
| Запрошення тристоронньої комісії                   | 0     | —                                                                           |
| Перерозподіл невикористаних квот                   | 1     | Леїла Херто (FRA)                                                           |
| Загалом                                            | 10    |                                                                             |

### Понад 61 кг
| Змагання                                                         | Квоти | Спортсмени, що кваліфікувались                                      |
| ---------------------------------------------------------------- | ----- | ------------------------------------------------------------------- |
| Країна-господарка                                                | 1     | Аюмі Уекуса (JPN)                                                   |
| Олімпійський рейтинг (68 кг) (станом на травень 2021 року)       | 2     | Зарецька Ірина Ігорівна (AZE) Гонг Лі (CHN)                         |
| Олімпійський рейтинг (понад 68 кг) (станом на травень 2021 року) | 2     | Гаміде Аббасалі (IRI) Мельтем Ходжаоглу (TUR)                       |
| Світовий кваліфікаційний турнір                                  | 3     | Elena Quirici (SUI) Сільвія Семераро (ITA) Фер'яль Абдельазіз (EGY) |
| Континентальне представництво                                    | 2     | Софія Берульцева (KAZ) Ламія Матуб (ALG)                            |
| Запрошення тристоронньої комісії                                 | 0     | —                                                                   |
| Загалом                                                          | 10    |                                                                     |

### Ката
| Змагання                                           | Квоти | Спортсмени, що кваліфікувались                                                 |
| -------------------------------------------------- | ----- | ------------------------------------------------------------------------------ |
| Країна-господарка                                  | 1     | Кійоу Сімідзу (JPN)                                                            |
| Олімпійський рейтинг (станом на травень 2021 року) | 4     | Сандра Санчес (ESP) Вівіана Боттаро (ITA) Grace Lau (HKG) Сакура Кокумай (USA) |
| Світовий кваліфікаційний турнір                    | 3     | Ділара Бозан (TUR) Александра Фераччі (FRA) Ясмін Юттнер (GER)                 |
| Континентальне представництво                      | 1     | Александреа Анакан (NZL)                                                       |
| Запрошення тристоронньої комісії                   | 1     | Пулексенія Йованоска (MKD)                                                     |
| Загалом                                            | 10    |                                                                                |